# Nils Quennerstedt (jurist)
Nils Hjalmar Quennerstedt, född den 24 oktober 1874 i Almunge församling, Stockholms län, död den 21 december 1962 i Stockholm, var en svensk jurist.
Quennerstedt avlade juris utriusque kandidatexamen vid Uppsala universitet 1899. Han var tjänsteman vid Uppsala universitet 1899–1915, auditör vid Upplands infanteriregemente 1908–1915, adjungerad ledamot i Svea hovrätt 1911–1914 och 1919–1921, häradshövding i Kalix domsaga 1916–1932 samt tillförordnad vattenrättsdomare vid Norrbygdens vattendomstol 1921–1932, ordinarie 1933–1941. Quennerstedt blev riddare av Nordstjärneorden 1924 och kommendör av andra klassen av samma orden 1932. Han vilar i sin familjegrav på Uppsala gamla kyrkogård.